# Dombrot-sur-Vair
Pour l’article homonyme, voir Dombrot-le-Sec.
Dombrot-sur-Vair est une commune française située dans le département des Vosges en région Grand Est.

## Géographie

### Localisation
Dombrot-sur-Vair, village à l'est de l'autoroute A31 E21, est situé à mi-chemin entre La Neuveville-sous-Châtenois (au nord) et Saint-Remimont (au sud) et ne doit pas être confondu avec un autre du même département, Dombrot-le-Sec, symétriquement opposé à Contrexéville, plus au sud.

### Géologie et relief
La commune de Dombrot-sur-Vair (anciennement Bouzey), dans le canton de Bulgnéville et l'arrondissement de Neufchâteau, est un village qui s’étend dans la vallée du Vair sur une longueur approximative de 1 200 m, appuyé par ses extrémités sur deux coteaux de peu d'élévation. Son altitude (mentionnée en 1889 par l'instituteur) est de 325 m.
Malgré quelques habitations éparses, il présente quatre agglomérations distinctes dont les noms ont subi quelques altérations ou changements depuis le siècle dernier. 
Ce sont, en allant du midi au nord et par ordre d’importance :
- le quartier de l’église ;
- la rue de Vaux (anciennement la Brovière) ;
- la Serrière (anciennement la Poirière) ;
- la rue des Saints (autrefois rue de la Belle Croix).

Cette dernière seule se trouve sur la rive droite du Vair, se reliant à la rue de Vaux par un pont de reconstruction récente en 1907.
Enfin à deux kilomètres environ, vers Houécourt, se trouve le moulin de la Gravière qui eut autrefois son importance comme moulin banal destiné aux habitants de la seigneurie et faisant partie d’une seigneurie distincte, celle du Ban de Velay.

### Sismicité
Commune située dans une zone  de sismicité très faible.

### Hydrographie et les eaux souterraines
Hydrogéologie et climatologie : Système d’information pour la gestion des eaux souterraines du bassin Rhin-Meuse :
Territoire communal : Occupation du sol (Corinne Land Cover); Cours d'eau (BD Carthage),
Géologie : Carte géologique; Coupes géologiques et techniques,
 Hydrogéologie : Masses d'eau souterraine; BD Lisa; Cartes piézométriques.

#### Réseau hydrographique
La commune est située dans le bassin versant de la Meuse au sein du bassin Rhin-Meuse. Elle est drainée par le Vair, le ruisseau de Nievel, le ruisseau du Bois, le ruisseau de la Prele et le ruisseau de Rainvau,.
Le Vair, d'une longueur totale de 65,3 km, prend sa source dans la commune de Dombrot-le-Sec et se jette dans la Meuse à Maxey-sur-Meuse, en limite avec Greux, après avoir traversé 23 communes.

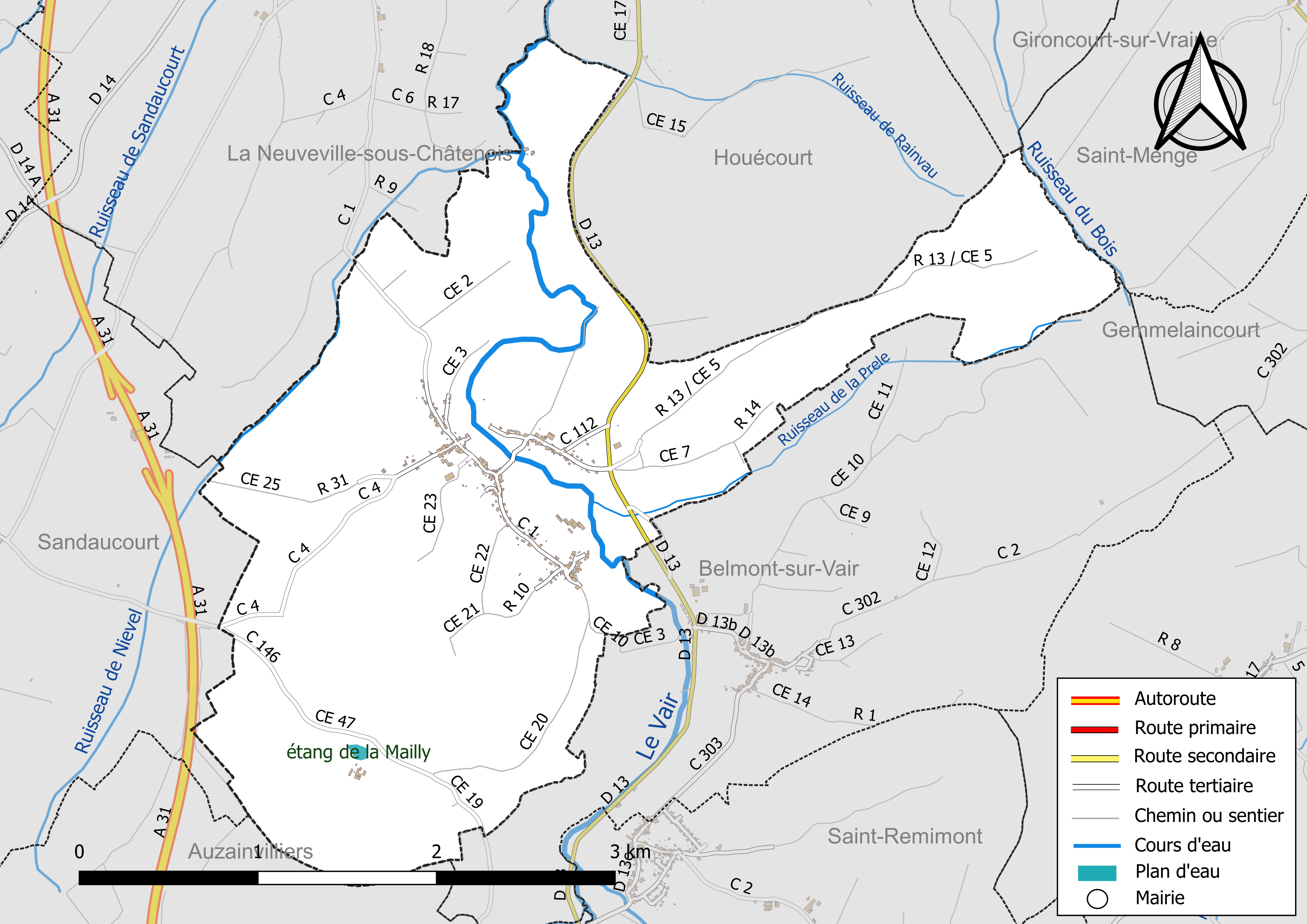
Réseaux hydrographique et routier de Dombrot-sur-Vair.

#### Gestion et qualité des eaux
Le territoire communal est couvert par le schéma d'aménagement et de gestion des eaux (SAGE) « Nappe des Grès du Trias Inférieur ». Ce document de planification, dont le territoire comprend le périmètre de la zone de répartition des eaux de la nappe des Grès du trias inférieur (GTI), d'une superficie de 1 497 km2,  est en cours d'élaboration. L’objectif poursuivi est de stabiliser les niveaux piézométriques de la nappe des GTI et atteindre l'équilibre entre les prélèvements et la capacité de recharge de la nappe. Il doit être cohérent avec les objectifs de qualité définis dans les SDAGE Rhin-Meuse et Rhône-Méditerranée. La structure porteuse de l'élaboration et de la mise en œuvre est le conseil départemental des Vosges.
La qualité des eaux de baignade et des cours d’eau peut être consultée sur un site dédié géré par les agences de l’eau et l’Agence française pour la biodiversité. 

### Climat
Pour des articles plus généraux, voir Climat du Grand Est et Climat des Vosges.
En 2010, le climat de la commune est de type climat des marges montargnardes, selon une étude du Centre national de la recherche scientifique s'appuyant sur une série de données couvrant la période 1971-2000. En 2020, Météo-France publie une typologie des climats de la France métropolitaine dans laquelle la commune est exposée à un climat océanique altéré et est dans la région climatique  Lorraine, plateau de Langres, Morvan, caractérisée par un hiver rude (1,5 °C), des vents modérés et des brouillards fréquents en automne et hiver. 
Pour la période 1971-2000, la température annuelle moyenne est de 9,5 °C, avec une amplitude thermique annuelle de 16,7 °C. Le cumul annuel moyen de précipitations est de 878 mm, avec 12,6 jours de précipitations en janvier et 9,4 jours en juillet. Pour la période 1991-2020, la température moyenne annuelle observée sur la station météorologique de Météo-France la plus proche, « Lignéville », sur la commune de Lignéville à 12 km à vol d'oiseau, est de 10,3 °C et le cumul annuel moyen de précipitations est de 856,3 mm. 
La température maximale relevée sur cette station est de 38,7 °C, atteinte le 25 juillet 2019 ; la température minimale est de −17,5 °C, atteinte le 20 décembre 2009,,. 
Les paramètres climatiques de la commune ont été estimés pour le milieu du siècle (2041-2070) selon différents scénarios d'émission de gaz à effet de serre à partir des nouvelles projections climatiques de référence DRIAS-2020. Ils sont consultables sur un site dédié publié par Météo-France en novembre 2022.

## Urbanisme

### Typologie
Au 1er janvier 2024, Dombrot-sur-Vair est catégorisée commune rurale à habitat dispersé, selon la nouvelle grille communale de densité à sept niveaux définie par l'Insee en 2022.
Elle est située hors unité urbaine. Par ailleurs la commune fait partie de l'aire d'attraction de Vittel - Contrexéville, dont elle est une commune de la couronne,. Cette aire, qui regroupe 72 communes, est catégorisée dans les aires de moins de 50 000 habitants,.

### Occupation des sols
L'occupation des sols de la commune, telle qu'elle ressort de la base de données européenne d’occupation biophysique des sols Corine Land Cover (CLC), est marquée par l'importance des territoires agricoles (61,9 % en 2018), une proportion sensiblement équivalente à celle de 1990 (62,1 %). La répartition détaillée en 2018 est la suivante : 
prairies (55,6 %), forêts (34,6 %), terres arables (5,4 %), zones urbanisées (3,5 %), zones agricoles hétérogènes (0,8 %). L'évolution de l’occupation des sols de la commune et de ses infrastructures peut être observée sur les différentes représentations cartographiques du territoire : la carte de Cassini (XVIIIe siècle), la carte d'état-major (1820-1866) et les cartes ou photos aériennes de l'IGN pour la période actuelle (1950 à aujourd'hui).

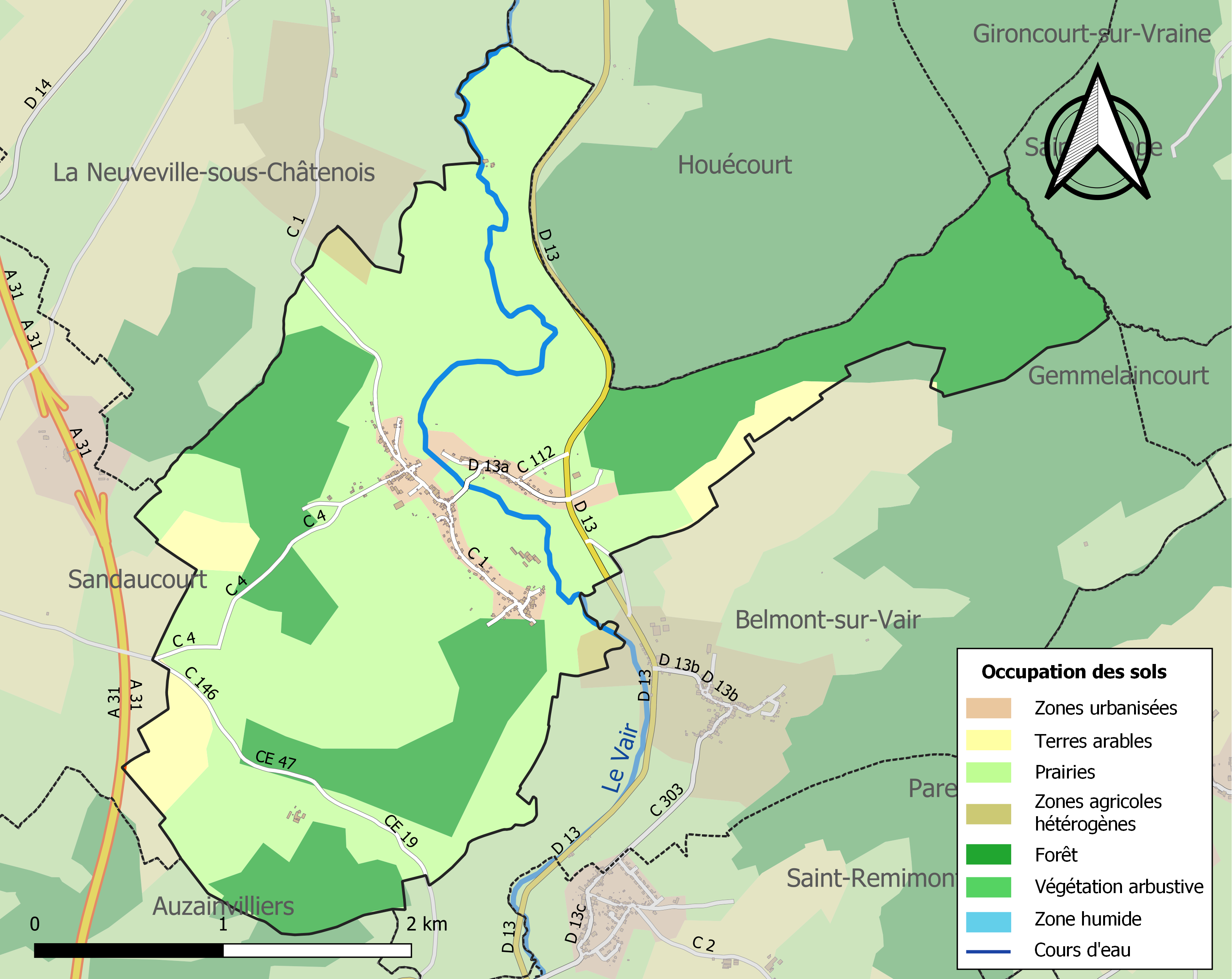
Carte des infrastructures et de l'occupation des sols de la commune en 2018 (CLC).

### Voies de communications et transports

#### Voies routières
- Autoroute A31 (aussi appelée autoroute de Lorraine-Bourgogne) : Échangeurs : Châtenois, Bulgnéville, Robécourt.

#### Transports en commun

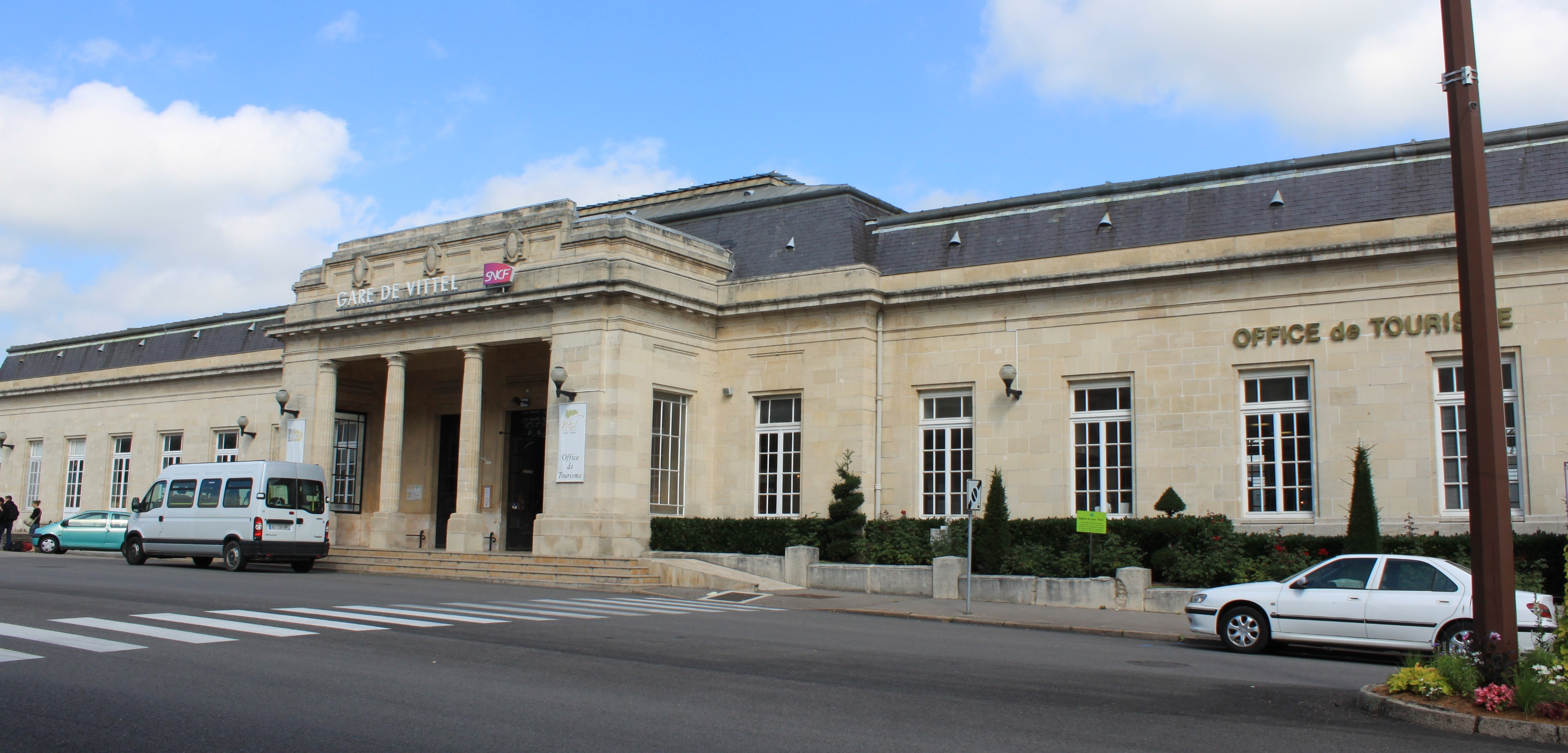
Gare de Vittel.

- Fluo Grand Est.

#### Lignes SNCF
- Gare de Vittel
- Gare de Contrexéville
- Gare de Neufchâteau

## Toponymie
Pour conserver un pouvoir centralisé sur ses terres, le comte de Bouzey intervertit, en 1715, l’appellation de deux villages : Dombrot devient Bouzey et Bouzey devient Dombrot. Sur les cartes du XVIIIe siècle, on peut lire alors «  Bouzey cy devant Dombrot  » et «   Dombrot cy devant Bouzey  », nom de lieu de Dombrot-le-Sec a remplacé le nom de lieu Bouzet (Bouzey). En 1789, le village de Dombrot (devenu Bouzey) demanda à reprendre son nom initial, ce qui lui fut accordé par le directoire du Département le 21 juillet 1790. Le village de Dombrot (anciennement Bouzey) refusa de reprendre son ancien nom. On a donc eu deux villages appelés « Dombrot », à seulement 15 km de distance, jusqu'à ce que l’administration décide, en 1857, de les distinguer en Dombrot-le-Sec et Dombrot-sur-Vair, par une raison basée sur leur position géographique.

L'ancien nom de la localité est attesté sous les formes Th. de Boseo, H. de Bosei (XIe ou XIIe siècle) ; Boisei (1226) ; Boysey (XIIIe siècle) ; Bouzei (1304) ; De Boseyo (1322) ; Boisey (1322) ; Bousey (1359) ; Bouxei (XIVe siècle) ; De Bouseyo (1402) ; Bosey (1412) ; Bousey, Bouzey (1426) ; Jehan de Busey (1457) ; Voussey, corr Boussey (avant 1466) ; On ban de Buzey (1475) ; Bouxée (1477) ; Jehan de Busey, sr de Dombroy (1486) ; Bouxey (1540) ; Dombrot, ci-devant Bouzey (1751) ; Dombrot-sur-Vayre (1845).

Dans le langage populaire, la localité continue de s’appeler Bouzey, en patois Bougeye.

Pour Bouzey, la tradition est unanime à l’attribuer au mot Boue, c’est une opinion que semble justifier la nature de son sol.
Dombrot est attesté sous les formes Jehan de Busey, seigneur de Dombroy (1486) ; Dombray (1644) ; Bouzey, cy-devant Dombrot (1751) ; Dombrot ou Bouzey (1845).

Dombrot est un hagiotoponyme caché, du bas latin domnus et du nom de Saint Brictius, pour Brice de Tours ou pour Bricius de Douglas, noble d'origine flamande.

## Histoire
Depuis son origine, le village a dû porter le nom de Bouzey. Les plus vieux documents le présentent comme terre de nom et d’arme du chevalier de Bouzey, mais à raison de divers partages de la seigneurie et pour éviter à l’antique famille du seigneur le désagrément de devoir comparsionner[pas clair] dans la terre de son nom, le duc de Lorraine Léopold, par lettre patente du 20 janvier 1715, créa le comté de Bouzey et interchangea les noms de Bouzey et du village d’ailleurs très rapproché de Dombrot (Dombrot-le-Sec) : l’ancien Bouzey dut dès lors porter le nom de Dombrot, et l’ancien Dombrot celui de Bouzey.
À la Révolution, l’abolition des vestiges de la féodalité étant regardée comme une mesure de salut public, les noms d’origine seigneuriale durent disparaître. Les deux villages, qui une première fois avaient fait échange de nom, durent s’appeler l’un et l’autre Dombrot. La proximité du lieu pouvant amener la confusion dans les actes administratifs, il fut convenu que l'ancien Bouzey serait désormais désigné sous le nom de Dombrot-sur-Vair, et l’ancien Dombrot Dombrot-le-Sec, par une raison basée sur leur position géographique. Aujourd’hui encore, malgré les changements officiels successifs, la localité continue de s’appeler dans le langage populaire Bouzey, en patois : « Bougeye ».
Concernant l’étymologie de chacune de ces dénominations, voici l’origine probable du premier Dombrot, Dom nouveau  préfixe joint au nom du patron Brice. Ne trouve-t-on pas dans le voisinage bon nombre d’appellations identiques : Dom-Martin, Dom-Julien, Dom-Vallier, Dom-Rémy. Quant au premier Bouzey, la tradition est unanime à l’attribuer au mot « boue », c’est une opinion que semble justifier la nature de son sol.

### La population avant la Révolution
En 1792, la population Dombrot était de 500 habitants environ, d’après un état de réquisition pour les armées, population bien supérieure à celle d’un siècle plus tard (du temps de la rédaction de la monographie de l'instituteur) qui ne compte que 363 habitants.
On y remarquait des familles nombreuses se composant parfois de sept ou huit enfants qui presque tous se fixaient sur le sol natal, ou dans les localités voisines. Le courant d’émigration actuelle qui porte vers les villes, les individus souvent les plus robustes ou les plus intelligents n’existait pas alors au grand profit de l’agriculture et de l’industrie locale.
Quant à l’instruction, elle laissait beaucoup à désirer, si nous en jugeons par les registres paroissiaux : peu d'habitants étaient capables de signer leur nom.

#### Le clergé
D’après les nombreux documents conservés tant au presbytère qu’à la mairie, Bouzey faisait partie du diocèse de Toul, doyenné de Vittel, bailliage de Neufchâteau, auparavant celui de Vosges.
Le chapitre de Remiremont y prélevait les dîmes pour les deux tiers et le curé du lieu pour l’autre tiers, à charge par le chapitre d’entretenir une chapelle latérale à gauche du chœur de l’église, ce dernier devant être entretenu par le pasteur.
Les revenus ecclésiastiques pour l’époque étaient considérables :
- Le curé tirait le tiers des grosses et menues dîmes, sur les récoltes, blé, avoine, fruits, légumes, laine, poules, oies, canards et enfin sur tous les produits de la ferme
- Il avait la jouissance de biens considérables, connus sous le nom de « biens » (ou « bouvrot »), exempts d’impôts, cultivés par corvée. Chaque laboureur du lieu étant tenu de faire trois jours de charrue, aux époques convenables et sur réquisition de l’intéressé.
- Le casuel, les fondations nombreuses, les messes et offices rétribués par la communauté en vertu de conventions particulières.

Certains pasteurs, comme M. Simonin, admodiateur des biens du « bouvrot », s’appliquaient entièrement à l’exercice de leur ministère ; mais d’autres dirigeaient eux-mêmes leur exploitation, se livrant à l’élevage du bétail, ainsi qu’il est constaté par un procès-verbal d’un bangar à la date de 1682 qui avait trouvé dans les champs d’avoine du Lutaumont sept bêtes de haut poil appartenant à M. le curé Mangeot qui pour ce fait est condamné à l’amende.
Nomination et étendue des attributions du curé
La nomination du curé appartient à l’évêque de Toul, si l’on en juge d’après la pièce suivante nommant un prêtre du voisinage pour remplir les fonctions curiales de Bouzey pendant que messire Dieudonné Mangeot soutenait un grand procès contre les habitants au sujet de la possession ou de la jouissance d’un canton de prairie Le Bure.
« Cejourd’hui 14e du mois de juin 1671 au lieu de Bouzey, Nous soussigné Estienne LAFOSSE Mayeur au dit Bouzey à l’assistance et présence de Blaise PARENT et Michel ESTIENNE greffier, certifions à tous qu’il appartiendra que suivant un pouvoir de Monseigneur l’illustrissime et révérendissime Évêque et Comte de Toul, donné à Messire Jean Anthoine MORISOT, prêtre et chapelain de la Chapelle de Saint Sébastien de Parey Saint Ouen, il s’est aujourd’hui transporté exprès ensuite au pouvoir du lieu de Bouzey pour y servir et faire les fonctions curiales dans la dite paroisse, ou estant ayant été demandé les clefs du tabernacle, et la clef des ornements, et ce au père du Sieur MANGEOT et à sa mère lesquels ont fait refus des dites clefs. »
Outre l’exercice de son ministère, le curé avait parmi ses attributions « la surveillance de l’école, la nomination du régent d’école », par une sorte de traité dont nous donnerons plus loin un extrait. Il avait en outre sa place dans les assemblées communales, notamment lorsqu’il s’agissait de présenter aux bans du lieu les pauliers et décimateurs pour la levée des dîmes.
| Période                                                           | Identité             | Notes |  |
| ----------------------------------------------------------------- | -------------------- | --- |  |
| 1674                                                              | Louis de Vaucouleurs | curé de « Bouzey », nommé ensuite à Saint-Remimont.                                                                  |  |
| 1677                                                              | Dieudonné Mangeot    | |  |
| 1689                                                              | Philippe Simonin     | |  |
| avant 1760                                                        | Simonin              | Alors « ancien curé », est signalé à La Neuveville-sous-Châtenois, à propos de l'exécution du testament d'une veuve. |  |
|                                                                   |                      | |  |
|                                                                   |                      | |  |
| Les données antérieures et/ou intermédiaires ne sont pas connues. |                      | |  |

#### Les seigneurs de Bouzey
En remontant à l’époque la plus reculée, d’après les pièces et documents qui ont échappé à la destruction, cette terre appartenait à :
- Jean Ier de Bouzey, en 1304,
- Jean II, le 10 avril 1401,
- Nicolas, Vautrain II, Jean III et Guillaume de Bouzey, chacun pour un quart, le 26 février 1470.

La portion de Nicolas n’est jamais sortie de la maison Bouzey et, pour cette raison, s’est appelée en toute occasion « seigneurie du lieu ».
Les trois autres portions, par suite d’alliances ou d’héritages, ont formé plus tard trois seigneuries distinctes : Removille, Lignéville et Dommartin.
La « seigneurie du lieu » passa successivement :
- par contrat de mariage, de Nicolas à Mengin (son fils) le 30 juin 1496,
- par ligne directe à Jean IV le 28 avril 1547,
- à François III, le 5 août 1567,
- à Christophe, le 6 novembre 1600.

Ce dernier fit rentrer dans sa maison les seigneuries de Removille, Lignéville et moitié de celle de Dommartin, et transmit ainsi les trois quarts et demi des terres de son nom à Henri II de Bouzey (son fils), par contrat de mariage le 24 novembre 1629.
Après la mort de celui-ci, la terre de Bouzey revint par héritage à Antoine, qui en aliéna une partie et céda l’autre à son frère Joseph de Bouzey (père du maréchal de Bouzey) qui possédait en outre la terre de Dombrot (Dombrot-le-Sec).
Pour ôter à la maison de Bouzey (qui possédait la terre de Dombrot en totalité) le désagrément d’avoir des comparsonniers étrangers, le duc Léopold, par lettres patentes du 20 janvier 1715, registrées en la Cour Souveraine et à la Chambre des Comptes les 16 et 19 février, décida que les deux villages échangeraient leur nom.
Que firent les seigneurs de Bouzey en 1431 lors de la bataille de Bulgnéville ? Peut-être prirent-ils une part très active aux hostilités. Du moins ils n’étaient pas insensibles aux maux de leur pays, puisque pendant la détention du duc roi René en 1435, Vautrin de Bouzey, Bougno de Bouzey, Liébal de Bouzey et Henry de Bouzey se réunirent à Vautrin de Thuillières et à d’autres seigneurs dans l’assemblée des trois états de Lorraine à Nancy pour maintenir la paix dans le pays.
Il est à supposer qu’ils ne manquèrent pas non plus de s’opposer comme ils purent aux entreprises de Charles le Téméraire. Les occasions ne manquèrent pas, par exemple en 1467, lorsque 
« le Comte ????? qui estoit bon lorrain, meit ensemble toutes les garnisons, leur allèrent tenir tous les chemins près de Domp Julien, comme le Maréchal de Boourgogne ses gens amenoit, Monsieur Le Livière, chef en estoit, s’en virent devisant qu'en Lorraine des ???? feraient durant le temps qu'en Lorraine seraient le Comte de Thierstein et tous les Seigneurs de Lorraine, ?? que d’eulx, ils approchaient, saillirent de leur embuche, la lame en arrest, tous en leurs endroits chargèrent dessus, come hardis lions, moultes en mirent à mort et de près aussy. »

#### Le tiers état
C’était, dit Dom Calmet, un usage fort fréquent dans la Lorraine et le Barrois, vers le milieu du XIIIe siècle, d’affranchir les villes et les villages, et de les mettre en assises, c’est-à-dire de les soumettre à certaines lois et servitudes, fixées et déterminées, tandis qu’auparavant les populations étaient dans une entière et absolue dépendance du seigneur. C’est donc vers cette époque probablement que les serfs de Bouzey reçurent une certaine part de liberté, moyennant certaines redevances annuelles au profit des seigneurs, et de dismes grosses et menues au profit du Ccergé.
Il n’est pas possible de dire d’une manière certaine, comment dès l’origine les hauts et puissants Seigneurs traitèrent leurs serfs ou même leurs vassaux, à quelle époque fixe, les anciens habitants cessèrent d’être des choses pour devenir des hommes, à quelles conditions, ils obtinrent l’affranchissement, c’est-à-dire comment avec un peu de liberté, ils purent jouir du droit de propriété sur les terres absolument seigneuriales jusqu'alors.
Ce qui est certain, c’est que les serfs devinrent des tenanciers. Chaque maisonnette qui jusque-là avait abrité une famille de serfs fut transformée en teneure, prenant le nom de son propriétaire : teneur Matis, teneure Barotte, teneure Tocquart… Une maison avec son usuaire, ou son chemin, une étendue de terrain spécifiée, voilà une teneure. Elle pouvait se transmettre par héritage de père en fils, mais avec la défense expresse d’en cultiver la moindre parcelle sans l’autorisation du seigneur. Chaque tenancier était tenu en outre d’entretenir la maison avec soin, défense lui était faite de la laisser tomber en ruine sous peine de confiscation totale.

### La vie locale avant la Révolution

#### La justice
Les sires de Bouzey qui ne portèrent le titre de comte qu’à dater de 1715, étaient dans l’étendue de leur terre, justicier haut, moyen et bas.
Avant les ordonnances de Charles III, duc de Lorraine en 1580, c'étaient ou leurs représentants qui après avoir ouï sommairement les parties, décidaient sur la champ, jugeant sans appel, basant leurs décisions sur les coutumes du pays. Ne pouvant par eux-mêmes, veiller à toutes choses et prendre connaissances des nombreux différends qui s’élevaient entre leurs sujets, les seigneurs, dans chaque terre ou seigneurie, se faisaient remplacer par des officiers pour juger en leur nom. À un moment de l’année, d’habitude vers le mois de décembre, ils se tenaient à la disposition  des plaideurs, de là les termes de plaids annaux dont il est question jusqu'à la Révolution Française, mais qui depuis longtemps n’avait d’autre objet que la redditions des comptes de l’année et la nomination des officiers de petite police, comme bangards, gardes des forêts, gardes des débits de vin, pauliers, décimateurs.
Dans la partie la plus ancienne des chroniques judiciaires, remontant à 1662, on voit partout figurer comme juge, le mayeur, c’est-à-dire, le maire seigneurial avec son lieutenant, ajoutez-y le greffier pour le sergent et vous aurez tout le tribunal. Mais le mayeur n’était pas toujours bien lettré, ni assuré du respect de ses justiciables : par exemple Demange REGNAULT qui ne savait pas signer, et l’un de ses successeurs de qui un mécontent disait « Beau bougre de mayeur qui pour de l’argent rend sans jugement et sans argent les bêtes reprises »
Il n’est pas rare de voir l’un ou l’autre des membres du tribunal passer à la barre pour répondre de délits semblables à ceux qu’ils sont chargés de réprimer. Ainsi en 1744, le mayeur NOIROT et le sergent GENIN se soumettent de cinq livres pour avoir « bu du vin dans une taverne, chez Quentin GENIN où l’on s’est battu ». Un témoin à charge dépose que le mayeur, assoupi par les vapeurs de l’ivresse est tombé sous la table.
Ce n’est guère que vers 1698, après le retour de Léopold, que le siège de juge est occupé non plus par le mayeur, mais par un juge-garde ou gradué, nommé par le seigneur et révocable à volonté. Son titre de gradué, lui suppose quelques connaissances professionnelles et aussi quelque indépendance. Le juge-garde est assisté par un procureur d’office. Les plaideurs avaient à leur choix et moyennant finance, des défenseurs venus, tantôt de Châtenois, tantôt de Bulgnéville. Un nommé ANDREUX de cette dernière localité figure souvent dans les procès en action civile. Chacun des avocats écrivait au registre du greffe ses moyens d’attaque ou de défense, les signait puis venait à la suite la réplique ornée de mots plus ou moins injurieux, plus ou moins bizarres, assaisonnée d’agage judiciaire en latin, la plupart du temps.
Les affaires communales litigieuses, celles de communauté à gens privilégiés et réciproquement  ne pouvaient être soumises qu’au tribunal du Bailliage de Vosges, d’abord puis plus tard de Neufchâteau, auquel devaient être soumises les décisions de la justice seigneuriale lorsqu’il y avait appel.
Parmi les pièces de procédures, je n’ai remarqué qu’une cause capitale ; mais les insultes, calomnies, attaques, batailles, friponnerie, faux en écriture, dénégation de dettes, ou de signatures, vols étaient encore une pâture assez abondante pour nos gens de justice. En parcourant les archives judiciaires, on est étonné, non seulement du nombre de procès litigieux, de la mauvaise foi étalée parfois avec une sorte d’impudence, mais surtout des délits de toute nature, commis sur la propriété d’autrui, dans les bois communaux. Doit on après cela formuler un jugement plus favorable des mœurs de notre époque, ou bien est-ce la rareté des tribunaux de police, et un certain discrédit tombé sur la chicane publique qui rendent aujourd’hui les petits procès moins fréquents.
Pour donner une idée des mœurs de cette époque, rappelons ici un fait qui est loin d’être à l’avantage de nos ancêtres.
D’une plainte du 7 juillet 1725, déposée au greffe, il résulte que Charles François GUILLEMIN, domicilié à Croué ou Corvé en Franche-Comté, était venu acheter du blé chez divers particuliers à Dombrot, en tout sept voitures. Dix huit habitants, tant hommes que femmes, s’étant assemblés et ameutés au son du tambour, s’opposèrent à la sortie du grain, crevant les sacs, maltraitant les attelages et les conducteurs, leur jetant des cendres dans les yeux, brisant les voitures. Ils étaient tous armés « de pliants, de faulx, d’outils pointus et tranchants, exigeant du marchand, pour chacun un bichet de blé pour ne pas le tuer, suivant qu’ils le menaçaient »

#### Faits divers, mœurs
La localité a été éprouvée à diverses époques par des fléaux de tout genre : peste, famine, guerres exercèrent tour à tour leurs ravages sur cette malheureuse région. Vers 1630, la peste fait son apparition vers Pâques, pour ne cesser définitivement qu’en 1637, ayant enlevé plus du quart de la population. C’est à cette époque aussi que nos anciens eurent le plus à souffrir des malheurs de la guerre. Après la destruction des places fortes environnantes, Montfort, Châtenois, Lamothe par les troupes françaises et suédoises, Bouzey fut ravagé et son château fort furent détruits par mesure de représailles contre Christophe de Bouzey dont il a été parlé, aussi bon vassal que patriote ardent. Il fut le premier dit on à prendre les armes, leva à ses frais trois compagnies de chaune 500 hommes. Après la prise de Lamothe, l’ennemi se répandit dans la région, rasa le château après l’avoir abandonné au pillage des soldats.
La tradition locale concorde pour ce fait avec l’histoire. On dit que les troupes venues de Belmont se répandirent d’abord dans le quartier de la Belle Croix qu’ils dévastèrent puis plaçant leur artillerie dans le Battant-Chânois ou Battain-Chanois, battirent en brêches les épaisses murailles du manoir. Des traces de projectiles à la base de la tour en partie conservée sont encore là pour l’attester. Chaque paroisse ou communauté dut envoyer alors des hommes pour travailler, tant à la destruction de Lamothe qu’aux fortifications de Nancy.

#### Agriculture
Avant 1789, la population de Dombrot s’adonnait comme jusqu'à la Première Guerre mondiale à la culture du blé, de l’avoine. Essentiellement agricole donc, elle écoulait sur les marchés de Mirecourt et de Neufchâteau l’excédent de sa production.
L’élevage du bétail était aussi pour elle une source de revenu. À différentes époques on trouve des règlements, des arrêtés particuliers concernant les oies, les porcs. En 1720, défense est faite aux habitants de nourrir plus de douze oies par ménage et de les conduire dans les prés attendu que les déjections des oies dans l’herbe causent la mortalité du bétail.
Le 7 octobre 1753, sur la demande des habitants, présentée par Joseph Charpentier et Jean Evrard pour les affouagistes du Putaumont, Jean Joseph Lallemand Juge Garde audit Dombrot, règle la glandée ainsi qu’il suit :
 « Le nombre de porcs à conduire à la glandée ne pourra pas être supérieur à 50 non compris ceux des Seigneurs et admodiateurs et ceux qu’il a droit d’y envoyer lui-même en qualité d’admodiateur. »
Le prix de la journée de travail pour les ouvriers agricoles n’était pas supérieur à quinze sols outre la nourriture et pour les femmes de huit à dix sols.

#### Industrie et commerces
Il n’existait pas dans la localité d’autre industrie que celle du chanvre.
Les travaux des champs n’occupant pas tous les bras, bon nombre de particuliers exerçaient, une grande partie de l’année, la profession de filassier ou chanvrier, activité toute particulière au village, et exercée de père en fils jusqu'au début du XIXe siècle.
Il n’y avait pas de commerce, si ce n’est celui du bétail, d’ailleurs peu important.
Vers 1789, on y comptait deux débits de boissons, le même nombre que vers 1890-1900.

#### Voies de communication
- Les voies de communication

celles reliant Dombrot aux communes voisines étaient des plus défectueuses. Le chemin vers Sandaucourt, complètement abandonné depuis 1836, est aujourd’hui impraticable même comme chemin d’exploitation rurale, sur la plus grande partie de son étendue, présentant un sol accidenté, fangeux et raviné.
Le chemin vers Laneuveville, rectifié vers 1840, n’était guère praticable pendant les temps pluvieux, traversé qu’il était par des ruisseaux qui gênaient considérablement la circulation, couvrant parfois la chaussée.
- Ponts

C’est en 1691 que fut construit sur le Vair, le premier pont en bois, reliant la rue de la Belle Croix, à celle de la Brovière (aujourd’hui rue de la Fontaine) lequel a été dans la suite remplacé par un ouvrage de plus de solidité.
Voilà à peu près toutes les voies de communication dont pouvaient profiter nos anciens, ajoutons y un chemin vers Auzainvilliers, à l’état de sentier aujourd’hui. La route la plus à proximité était la route nationale no 66 traversant la vallée du Vair à Houécourt à 5 km du village.

## Politique et administration
| Période                                  | Période   | Identité            | Étiquette | Qualité          |
| ---------------------------------------- | --------- | ------------------- | --------- | ---------------- |
| Les données manquantes sont à compléter. |           |                     |           |                  |
| 1971                                     | 1988      | René Pierre         |           |                  |
| 1988                                     | mars 1989 | Jean Didier         |           |                  |
| mars 1989                                | 2020      | Jacques Defer       |           |                  |
| 2020                                     | En cours  | Christophe Vouillon | DVD       | Cadre à La Poste |

### Budget et fiscalité 2022

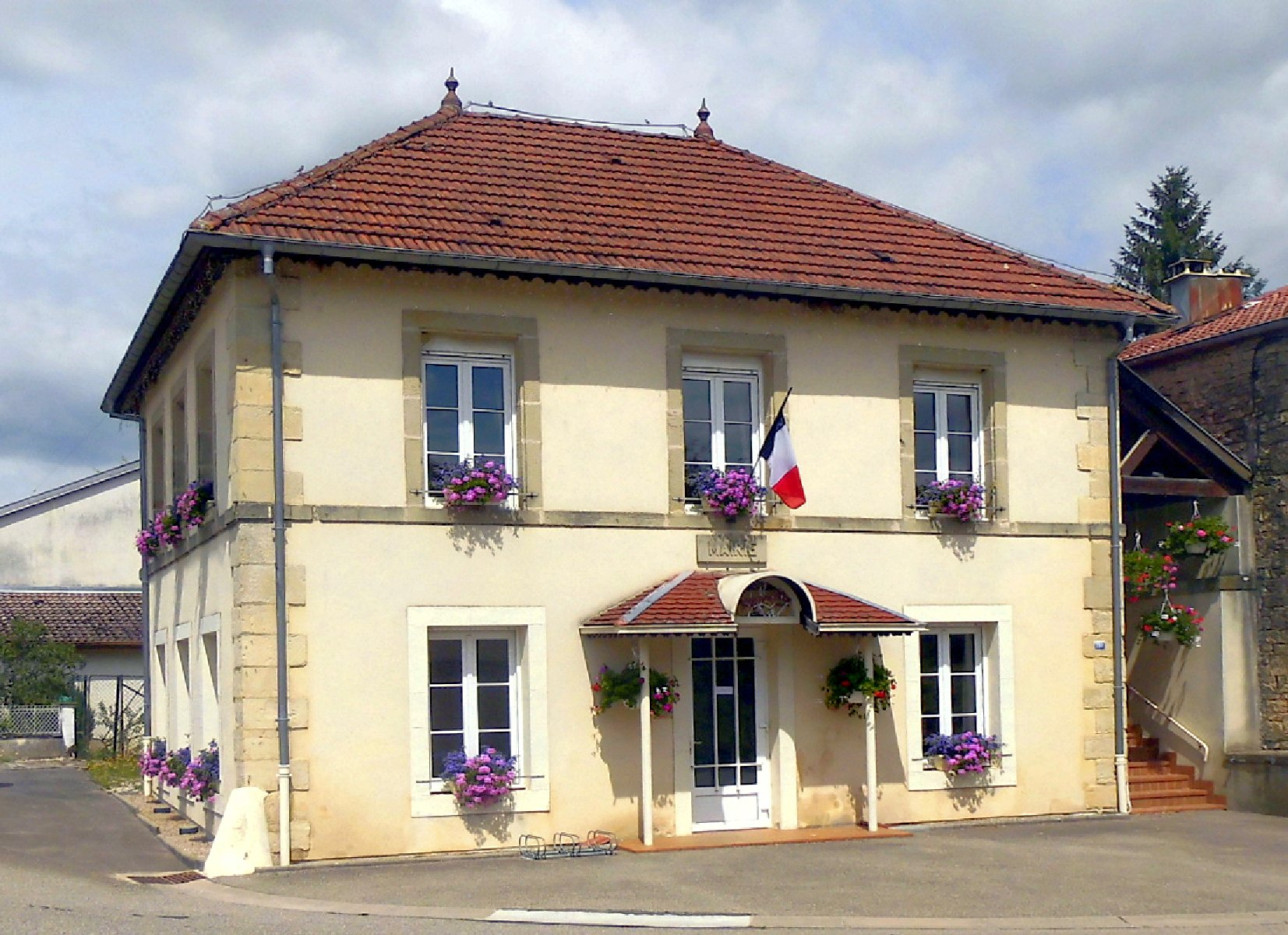
La mairie.

En 2022, le budget de la commune était constitué ainsi :
- total des produits de fonctionnement : 309 000 €, soit 1 277 € par habitant ;
- total des charges de fonctionnement : 167 000 €, soit 691 € par habitant ;
- total des ressources d'investissement : 95 000 €, soit 394 € par habitant ;
- total des emplois d'investissement : 371 000 €, soit 1 533 € par habitant ;
- endettement : 163 000 €, soit 675 € par habitant.

Avec les taux de fiscalité suivants :
- taxe d'habitation : 22,81 % ;
- taxe foncière sur les propriétés bâties : 43,50 % ;
- taxe foncière sur les propriétés non bâties : 25,16 % ;
- taxe additionnelle à la taxe foncière sur les propriétés non bâties : 38,75 % ;
- cotisation foncière des entreprises : 14,82 %.

Chiffres clés Revenus et pauvreté des ménages en 2021 : médiane en 2021 du revenu disponible, par unité de consommation : 23 530 €.

## Population et société

### Démographie

#### Évolution démographique
L'évolution du nombre d'habitants est connue à travers les recensements de la population effectués dans la commune depuis 1793. Pour les communes de moins de 10 000 habitants, une enquête de recensement portant sur toute la population est réalisée tous les cinq ans, les populations de référence des années intermédiaires étant quant à elles estimées par interpolation ou extrapolation. Pour la commune, le premier recensement exhaustif entrant dans le cadre du nouveau dispositif a été réalisé en 2008.

En 2022, la commune comptait 241 habitants, en évolution de −3,21 % par rapport à 2016 (Vosges : −2,96 %, France hors Mayotte : +2,11 %).
| 1793 | 1800 | 1806 | 1821 | 1831 | 1836 | 1841 | 1846 | 1856 |
| ---- | ---- | ---- | ---- | ---- | ---- | ---- | ---- | ---- |
| 328  | 395  | 454  | 483  | 486  | 517  | 530  | 545  | 463  |

| 1861 | 1866 | 1876 | 1881 | 1886 | 1891 | 1896 | 1901 | 1906 |
| ---- | ---- | ---- | ---- | ---- | ---- | ---- | ---- | ---- |
| 485  | 476  | 442  | 392  | 363  | 344  | 343  | 342  | 319  |

| 1911 | 1921 | 1926 | 1931 | 1936 | 1946 | 1954 | 1962 | 1968 |
| ---- | ---- | ---- | ---- | ---- | ---- | ---- | ---- | ---- |
| 276  | 250  | 253  | 267  | 229  | 240  | 234  | 240  | 240  |

| 1975 | 1982 | 1990 | 1999 | 2006 | 2008 | 2013 | 2018 | 2022 |
| ---- | ---- | ---- | ---- | ---- | ---- | ---- | ---- | ---- |
| 255  | 237  | 247  | 254  | 251  | 250  | 255  | 241  | 241  |

La décroissance de la population (typique de l'exode rural) fut déjà mentionnée en 1889 par l'instituteur, auteur de la monographie locale). La commune ne compte plus de nos jours que la moitié environ (254 habitants en 1999) du nombre relevé (496) lors du recensement de 1866. Avec 363 habitants en 1886, ce furent donc un tiers des villageois qui « émigrèrent » en 20 ans.

### Enseignement
Établissements d'enseignements :
- Écoles maternelles à Dombrot-sur-Vair[29], La Neuveville-sous-Châtenois, Houécourt, Mandres-sur-Vair.
- Écoles primaires à Belmont-sur-Vair, Saint-Remimont, La Neuveville-sous-Châtenois, Houécourt, Mandres-sur-Vair.
- Collèges à Mandres-sur-Vair, Châtenois, Vittel, Contrexéville, Neufchâteau.
- Lycées à Mandres-sur-Vair, Contrexéville, Neufchâteau.

### Santé
Professionnels et établissements de santé :
- Médecins à Châtenois, Gironcourt-sur-Vraine, Bulgnéville, Vittel, Contrexéville.
- Pharmacies à Châtenois, Gironcourt-sur-Vraine, Bulgnéville, Vittel, Contrexéville.
- Hôpitaux à Vittel, Neufchâteau, Mattaincourt, Mirecourt.

### Cultes
- Culte catholique, Paroisses de la Vallée de Haute Moselle[31], Diocèse de Saint-Dié.

## Économie

### Entreprises et commerces

#### Agriculture
- Culture et élevage associés.
- Culture de céréales, de légumineuses et de graines oléagineuses.
- Élevage d'autres bovins et de buffles.
- Élevage d'ovins et de caprins.
- Élevage de vaches laitières.

#### Tourisme
- Hébergements et restauration à Vittel, Gironcourt-sur-Vraine, Châtenois, Bulgnéville.

#### Commerces et services
- Commerces et services de proximité.
- Métiers d'art : Osiericulteur-vannier[32].

## Culture locale et patrimoine

### Lieux et monuments

#### Vestiges antiques
On relève des traces d'habitation antiques.
À plusieurs reprises, et sur divers points du territoire de la commune, ont été faites des découvertes de tuiles plates épaisses, à rebords, dites « tuiles romaines », notamment au Tiosselot.
- Au sommet d’un petit coteau dominant la rue de la Brovière, des débris ainsi que des fondations, des pierres noircies, font présumer que là se trouvaient des habitations, où d’après la tradition devaient se trouver le Palais de Justice et le lieu d’exécution capitale.
- Au canton du « Ras » ou « Hasa » (dérivé de « Case »), le sol bouleversé offrant çà et là des démolitions, des dépressions et des tertres successifs semble attester que là aussi se trouvaient jadis des habitations.
- Vers le moulin de la Gravière, entre le canton de prairie dit le Chaudron de Vellay et le moulin de la Gravière, des carriers ont découvert des fondations contre lesquelles se trouvait un squelette humain. Ces ruines doivent dépendre du groupe dont il reste seulement le moulin de la Gravière et connu autrefois sous le nom de Vellay  ou « Ban de Vellay » et qui devait avoir une certaine importance pour donner son nom à la seigneurie spéciale du Ban de Vellay.

#### Ancienne église
Elle a dû disparaître en 1778 pour faire place à l’église actuelle. C’était à cette époque une vieille construction, sombre, humide, si délabrée qu’elle menaçait ruine suivant le rapport de l’architecte CARON de Neufchâteau, chargé de se prononcer sur l’urgence de la restauration ou de la reconstruction. Une tour massive supportée par 4 énormes pilastres séparait le chœur de la nef principale. Au côté droit du chœur se trouvait la chapelle édifiée par le chevalier Christophe 1er de Bouzey et entretenue par ses descendants. À gauche, la chapelle du chapitre de Remiremont. De l’ornementation de ce vieil édifice, il nous reste quelques tableaux parfaitement conservés :
- un saint Jean-Baptiste portant la date de 1613
- le saint sépulcre portant la date de 1621
- Objets mobiliers classés au titre des monuments historiques :

Statue Vierge à l'Enfant.
Chandelier pascal.

#### Couvent, chapelle Saint-Martin et vieux moulin
Sur une petite éminence, dominant la rive gauche du Vair en face du « canton du Courtisel » au lieu-dit la Chapelle, existent des ruines considérables d’un couvent érigé, dit la tradition, par les bénédictins de Metz et détruit vers le milieu du XVe siècle. Un peu au-dessous était bâti sur la rive gauche du Vair, un moulin qui a donné son nom au petit canton de Chenevière avoisinant le Vieux Moulin et détruit, dit-on, par la jalousie du propriétaire du moulin banal et seigneurial de la Gravière. Le moulin et une ferme voisine faisaient partie des biens que possédaient encore en 1527 les bénédictins du monastère de Saint-Martin.
Quant à l’origine du couvent et à sa destruction, nul document ne peut renseigner d’une manière précise à cet égard. Toujours est-il qu’en 1587, les bâtiments du Monastère avaient dû disparaître, car le Moulin restant fut loué à bail, d’après un acte authentique intervenu entre un seigneur de Removille et Martin SINGUET, abbé commendataire du monastère de Saint-Martin-devant-Metz, qui laissait à bail « son molin, molant farine, avec les autres biens et terres appartenant aux dits religieux bénédictins sur le Ban de Bouzey, Houécourt, Laneuveville ».
C’est vers 1603 que toutes les dépendances de l’ancien monastère, ainsi que d’autres terres sur le Ban de Châtenois, Morelmaison et Laneuveville furent cédées au chapitre de la Primatiale de Nancy, d’où est venu le nom de « Biens de la Prémanciale » que porte encore le canton avoisinant celui de la Chapelle.
Sur les ruines de l’ancien couvent et à l’angle est des bâtiments disparus, fut édifiée par la suite une petite chapelle dédiée à l’invocation de saint Martin ainsi qu’un ermitage dont il reste quelques pans de mur, l’une et l’autre en grande vénération chez les anciens. On prétendait que dans les temps de grande sécheresse, il suffisait d’une procession à la chapelle de Saint-Martin pour obtenir la pluie à bref délai.
La tourmente révolutionnaire renversa l’ermitage, saccagea la chapelle dont la cloche fut transférée à la chapelle de Belmont où elle se trouvait encore peu avant 1914. Cette chapelle n’a été démolie entièrement qu’en (?) par un incendie attribué à des pêcheurs.

#### Château de Bouzey

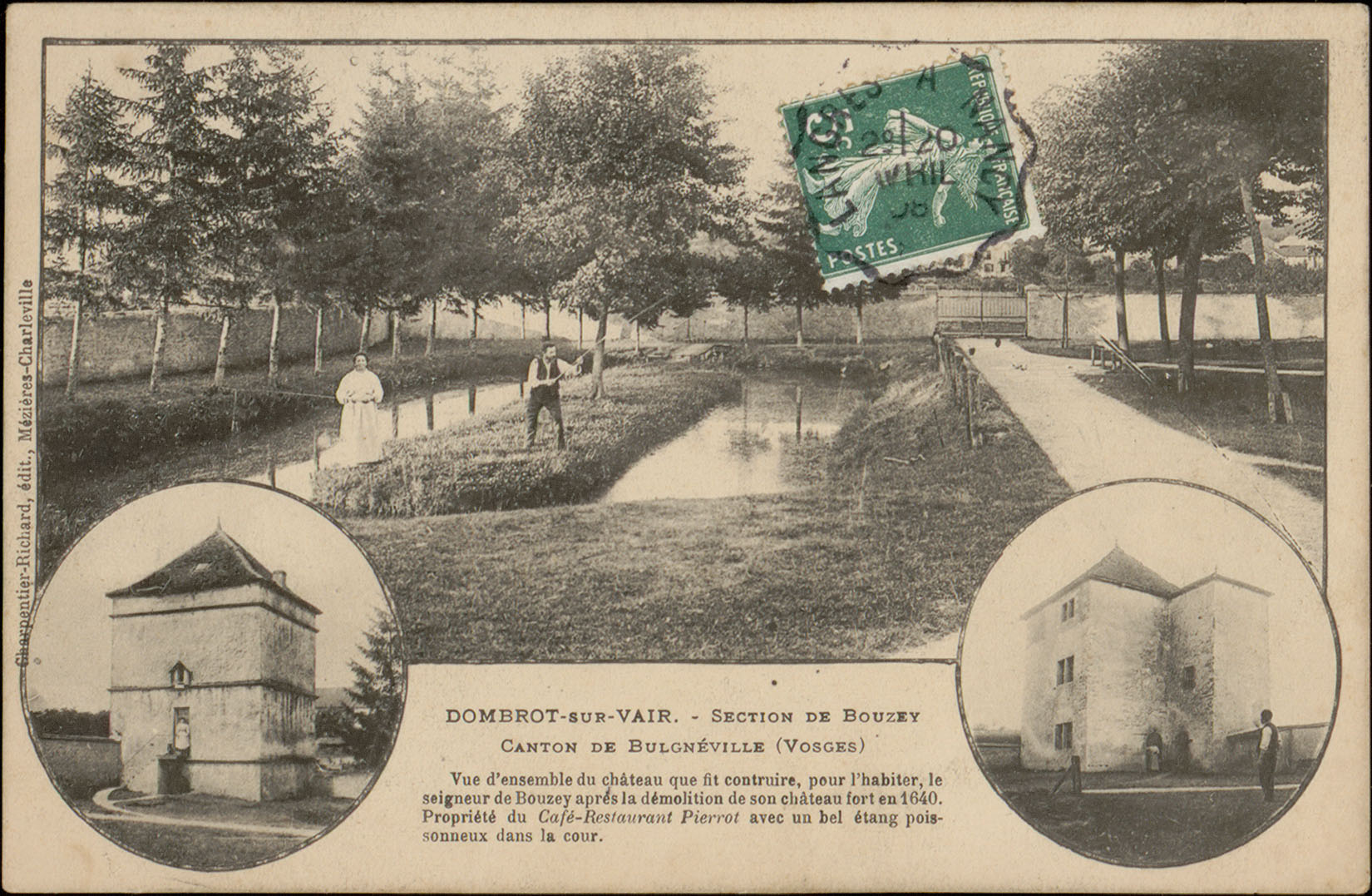
Vue historique du château.

Le reste d'une tour (d’environ six à sept mètres d’élévation, adossé à un monceau de décombres et de ruines) sous laquelle on a découvert vers 1850 une vaste cave assez bien conservée, est tout ce qui subsiste de l’ancien manoir de Bouzey,,. La base de cette tour offre un vaste espace voûté qui servit de cave à monsieur Perrin, propriétaire vers 1885-1905, mais dont la destination devait être tout autre à l’origine. Compulser les anciens jugements relatifs aux condamnations correctionnelles permet de trouver cette mention :
« Ledit Noirtin Quentin est condamné à huit jours de prison, et subira sa peine dans la tour du château. »
Les murs de cette construction solidement bâtie en moellons d’échantillon, en plein mortier de chaux et de sable sur une épaisseur de 1 mètre 90 à 2 mètres et demi, offrent la plus grande solidité présentant vers l’Est une sorte de meurtrière sans doute destinée à l’usage des armes à feu.
Si on en croit la tradition, un chemin couvert partant du château avait une issue au milieu du bois du Putaumont. Quoi qu’il en soit, ce bâtiment devait être bien considérable, fortifié entouré d’un fossé d’enceinte, marqué par endroits par la dépression du sol. C’est ce castel que détruisirent vers 1634, les troupes françaises employées au siège de La Mothe, en raison de la part prise par Jean de Bouzey à la défense de l’indépendance lorraine.
Outre cette antique demeure à proximité de l’église, les sires de Bouzey bâtirent à l’extrémité de la rue de Vaux, une autre demeure seigneuriale dont il reste encore deux pavillons, désignés sous le nom de Château. Le style de l’architecture en ferait remonter la construction vers 1640.

#### Autres antiquités
Furent trouvés dans la localité :
- vieilles monnaies à l’emplacement du Vieux Moulin ;
- une pièce d’argent au millésime 1694 derrière chez M. Irroy (contemporain de l'un ou l'autre des deux auteurs des monographies) ;
- des poignées de sabres, des casques, des armes diverses et quantité de squelettes, au lieu-dit le Cougnot, lors de la construction d’un hangar dans la propriété de Michel Pierrot, ce qui laisserait présumer que le siège du château a coûté beaucoup d’hommes à l’ennemi.

#### Patrimoine architectural rural
- Maisons et fermes recensées par le service de l'Inventaire général du patrimoine culturel[38],[39].

### Héraldique
| Blason | Blasonnement : D’or au lion de sable. Commentaires : Bouzey est l’ancien nom de la localité. Il s’agit ici des armes de la famille Bouzey d’ancienne chevalerie. |

## Pour approfondir